# Satz von Lerch (Zahlentheorie)
Der Satz von Lerch ist ein Lehrsatz der elementaren Zahlentheorie, einem der  Teilgebiete der Mathematik. Er geht auf den österreichisch-tschechischen Mathematiker Matyáš Lerch zurück und beinhaltet eine Formel über Kongruenzen gewisser Potenzsummen für ungerade Primzahlen. Man bezeichnet die Formel auch als lerchsche Formel der elementaren Zahlentheorie. Ihre Herleitung beruht auf dem Satz von Wilson und dem kleinen fermatschen Satz.

## Die Formel
Die lerchsche Formel besagt:
Jede Primzahl   {\displaystyle p>2}   erfüllt die Kongruenz
{\displaystyle {1^{p-1}+2^{p-1}+\cdots +(p-1)^{p-1}}\equiv {p+(p-1)!}{\pmod {p^{2}}}}  .

## Beispiele
{\displaystyle {1^{2}+2^{2}}=5\equiv {5}={3+(3-1)!}{\pmod {9}}}
{\displaystyle {1^{4}+2^{4}+3^{4}+4^{4}}=354\equiv {4}\equiv {29}={5+(5-1)!}{\pmod {25}}}
{\displaystyle {1^{6}+2^{6}+3^{6}+4^{6}+5^{6}+6^{6}}=67.171\equiv {41}\equiv {727}={7+(7-1)!}{\pmod {49}}}
{\displaystyle {1^{10}+2^{10}+3^{10}+4^{10}+5^{10}+6^{10}+7^{10}+8^{10}+9^{10}+10^{10}}=14.914.341.925\equiv {21}\equiv {3.628.811}={11+(11-1)!}{\pmod {121}}}

## Herleitung der Formel nach Sierpiński
Nach dem Satz von Wilson ist der Quotient
{\displaystyle r_{0}:={\frac {(p-1)!+1}{p}}}
eine ganze Zahl.
In gleicher Weise sind nach dem kleinen Satz von Fermat die Quotienten
{\displaystyle r_{k}:={\frac {k^{p-1}-1}{p}}}   für    {\displaystyle k=1,\ldots ,p-1}
ebenfalls ganze Zahlen.
Daraus folgt zunächst
{\displaystyle k^{p-1}={pr_{k}+1}}   für    {\displaystyle k=1,\ldots ,p-1}
sowie
{\displaystyle (p-1)!={pr_{0}-1}}  .
Damit ergibt sich einerseits
{\displaystyle {\begin{aligned}{((p-1)!)}^{p-1}&={1^{p-1}\cdot 2^{p-1}\cdot \;\cdots \;\cdot (p-1)^{p-1}}\\&=(pr_{1}+1)\cdot (pr_{2}+1)\cdot \;\cdots \;\cdot (pr_{p-1}+1)\\\end{aligned}}}  
und dann
{\displaystyle {\begin{aligned}{((p-1)!)}^{p-1}&{\equiv }\;\;pr_{1}\cdot 1^{p-2}+pr_{2}\cdot 1^{p-2}+\cdots +pr_{p-1}\cdot 1^{p-2}+1^{p-1}{\pmod {p^{2}}}\\&{\equiv }\;\;p\cdot (r_{1}+r_{2}+\cdots +r_{p-1})+1{\pmod {p^{2}}}\\\end{aligned}}}  ,
Andererseits gilt nach dem binomischen Lehrsatz
{\displaystyle {\begin{aligned}{((p-1)!)}^{p-1}&=(pr_{0}-1)^{p-1}\\&=\sum _{j=0}^{p-1}{\binom {p-1}{j}}\cdot (pr_{0})^{j}\cdot (-1)^{p-1-j}\\\end{aligned}}}  
und damit
{\displaystyle {\begin{aligned}{((p-1)!)}^{p-1}&{\equiv }\;\;1-(p-1)\cdot pr_{0}{\pmod {p^{2}}}\\&{\equiv }\;\;1-p^{2}r_{0}+pr_{0}{\pmod {p^{2}}}\\&{\equiv }\;\;1+pr_{0}{\pmod {p^{2}}}\\\end{aligned}}}  .
Zusammengenommen hat man also die Kongruenz
{\displaystyle p\cdot (r_{1}+r_{2}+\cdots +r_{p-1})\equiv \;\;pr_{0}{\pmod {p^{2}}}}  .
Geht man mit dieser Kongruenz in die Gleichung
{\displaystyle {\begin{aligned}1^{p-1}+2^{p-1}+\cdots +(p-1)^{p-1}&=(pr_{1}+1)+(pr_{2}+1)+\;\cdots \;+(pr_{p-1}+1)\\&=p\cdot (r_{1}+r_{2}+\;\cdots \;+r_{p-1})+p-1\\\end{aligned}}}  ,
so ergibt sich schließlich
{\displaystyle {\begin{aligned}1^{p-1}+2^{p-1}+\cdots +(p-1)^{p-1}&{\equiv }\;\;pr_{0}+p-1{\pmod {p^{2}}}\\&{\equiv }\;\;p+pr_{0}-1{\pmod {p^{2}}}\\&{\equiv }\;\;p+(p-1)!{\pmod {p^{2}}}\\\end{aligned}}}  .